# جائزة الملك عبد الله بن عبد العزيز العالمية للترجمة
جائزة الملك عبد الله بن عبد العزيز العالمية للترجمة جائزة تقديرية، من أكبر الجوائز العالمية في مجال الترجمة، تمنح سنوياً للأعمال المتميزة في الترجمة من اللغة العربية وإليها، وتقدمها مكتبة الملك عبد العزيز العامة بالرياض، تأسست في أكتوبر 2006م، وتقدم تقديرًا لجهود الأفراد والمؤسسات والهيئات، في كلٍ من العلوم الطبيعية والإنسانية، ويرأس مجلس أمناء الجائزة بالتكليف الأستاذ فيصل بن عبد الرحمن بن معمر، وعُقدت دوراتها السابقة في عدد من عواصم العالم، مثل بكين، طليطلة، ساو باولو، وجنيف، وقد شاركت في دورتها الأولى عام 2006 نحو 30 دولة عربية وأجنبية، فيما وصل عدد الأعمال المرشحة فيها حتى دورتها الثامنة إلى 1132، مترجمة إلى أكثر من 39 لغة.

## مجالات الجائزة
1. جائزة الترجمة لجهود المؤسسات والهيئات.
2. جائزة الترجمة في العلوم الطبيعية من اللغات الأخرى إلى اللغة العربية.
3. جائزة الترجمة في العلوم الطبيعية من اللغة العربية إلى اللغات الأخرى.
4. جائزة الترجمة في العلوم الإنسانية من اللغة العربية إلى اللغات الأخرى.
5. جائزة الترجمة في العلوم الإنسانية من اللغات الأخرى إلى اللغة العربية.
6. جائزة الترجمة لجهود الأفراد.[2]

## الجائزة المالية
وتبلغ قيمة مكافأة الجائزة 750 ألف ريال سعودي ما يعادل 200 ألف دولار أمريكي تمنح للفائزين عن كل مجال ما عدا جائزة الترجمة لجهود الأفراد التي تبلغ قيمتها 500 ألف ريال سعودي ما يعادل 133 ألف دولار، والجائزة تنطلق من رؤية الملك عبد الله بن عبد العزيز آل سعود في الدعوة إلى مد جسور التواصل الثقافي بين الشعوب وتفعيل الاتصال المعرفي بين حضارات العالم وثقافاته.

## أهداف الجائزة
1. الإسهام في نقل المعرفة من اللــغات الأخرى إلى الــلغة العربية ومن اللغة العربية إلى اللغات الأخرى .
2. تشجيع الترجمة في مجال العلوم إلى اللغة العربية .
3. إثراء المكتبة العربية بنشر أعمال الترجمة المميزة.
4. تكريم المــؤسسات والـــهيئات التي أسـهمت بجـــهود بارزة في نقل الأعمال .العلمية من اللغة العربية وإليها.
5. النهوض بمستوى الترجمة وفق أسس مبنية على الأصالة والقيمة العلمية وجودة النص.[4]

## دوراتها السابقة
1. الدورة الأولى: عقدت عام 2006، وشاركت فيها 30 دولة عربية وأجنبية، فيما وصل عدد الأعمال المتقدمة نحو 186.
2. الدورة الثانية: عقدت عام 2008، وشاركت فيها 25 دولة حول العالم، ورشح فيها 127 عمل مترجم.
3. الدورة الثالثة: عقدت في باريس وتحديدًا مقر منظمة اليونسكو، وشاركت فيها 23 دولة بواقع 118 عمل مرشح.
4. الدورة الرابعة: عقدت في بكين، وشاركت فيها 20 دولة، مقدمة نحو 96 عملًا.[3]
5. الدورة الخامسة: عقدت بحضور عمدة برلين، وشاركت فيها 25 دولة، متمثلة في 162 عمل بـ 15 لغة حول العالم.
6. الدورة السادسة: عقدت في ساو باولو عام 2013، وشاركت فيها 30 دولة بـ 166 عمل مرشح.
7. الدورة السابعة: عقدت في جنيف، وترشح لها 145 عملًا مترجمًا من 18 دولة، وعبر 13 لغة.
8. الدورة الثامنة: عقدت في طليطلة، وشاركت فيها 24 دولة ووصل عدد الأعمال المرشحة فيها إلى 118 عبر 10 لغات.
9. الدورة التاسعة: عقدت عام 2018م، بلغ العدد الإجمالي للترشيحات 134ترشيحاً في (8) لغات، وجاءت الترشيحات من (23) دولة.[5]
10. الدورة العاشرة: عقدت عام 2021م.[6]
11. الدورة الحادية عشرة: عقدت في 2025م.

## مجلس أمناء الجائزة
1. فيصل بن عبد الرحمن بن معمر- رئيس مجلس أمناء الجائزة المكلف
2. بدران بن عبد الرحمن العمر- عضو
3. منير بن محمود الدسوقي - عضو
4. هدى بنت عبد الرحمن الحليسي - عضو
5. عبد الكريم بن عبد الرحمن الزيد - عضو
6. نوف عبد المجيد الخطابي - عضو
7. محمد حسن علوان - عضو
8. سعيد بن فايز السعيد - أمين عام الجائزة.[7]

## الفائزون
| الدورة                             | جائزة الترجمة في العلوم الإنسانية من اللغات الأخرى إلى اللغة العربية | جائزة الترجمة في العلوم الإنسانية من اللغة العربية إلى اللغات الأخرى | جائزة الترجمة في العلوم الطبيعية من اللغات الأخرى إلى اللغة العربية | جائزة الترجمة في العلوم الطبيعية من اللغة العربية إلى اللغات الأخرى | جائزة الترجمة لجهود الأفراد | جائزة الترجمة لجهود المؤسسات والهيئات                              |
| ---------------------------------- | --- | --- | --- | ------------------------------------------------------------------- | --- | ------------------------------------------------------------------ |
| الدورة الأولى (2007م)              | صالح سعداوي صالح عن ترجمته لكتاب «الأتراك في مصر وتراثهم الثقافي» لمؤلفه أكمل الدين إحسان أوغلي، الصادر باللغة التركية | عبد السلام شدادي عن ترجمته لكتاب «مقدمة ابن خلدون كتاب العبر» إلى اللغة الفرنسية كلاوديا ماريا تريسو عن ترجمتها لرحلة ابن بطوطة «تحفة النظار في غرائب الأمصار وعجائب الأسفار» إلى اللغة الإيطالية | عبد الله بن إبراهيم المهيدب عن ترجمته لكتاب «الهندسة الجيوتكنيكية: ميكانيكا التربة» لمؤلفه جون سيرنيكا أحمد فؤاد علي باشا عن ترجمته لكتاب: «من الذرة إلى الكوارك» لمؤلفه سام تريمان | حُجبت                                                                | | مجمع الملك فهد لطباعة المصحف الشريف                                |
| الدورة الثانية (2008م)             | - فايز الصياغ عن ترجمته لكتاب «عصر رأس المال» لمؤلفه إرك هوبزباوم من اللغة الإنجليزية - بندر ناصر العتيبي، وهنية محمود أحمد ميرزا عن ترجمتهما لكتاب «تدريس التلاميذ ذوي الإعاقات المتوسطة والشديدة» من الإنجليزية | - محمد الطاهر الميساوي عن ترجمته لكتاب «مقاصد الشريعة الإسلامية» لمؤلفه الطاهر ابن عاشور إلى اللغة الإنجليزية - تشوي يونغ كيل عن ترجمته لكتاب «الرحيق المختوم» لمؤلفه صفي الرحمن المباركفوري في السيرة النبوية إلى اللغة الكورية                                                                            | حاتم النجدي عن ترجمته لكتاب «إدارة هندسة النظم» من الإنجليزية | حُجبت                                                                | - سلمى الخضراء الجيوسي ( فلسطين) - هاندرتش هارتموت ( ألمانيا) | مركز الترجمة بجامعة الملك سعود                                     |
| الدورة الثالثة (2009م)             | - عبد القادر المهيري، وحمادي صمود عن ترجمتها لكتاب «معجم تحليل الخطاب» تأليف: باتريك شارودو ودومينيك منغنو من اللغة الفرنسية - محمد الخولي، عن ترجمته لكتاب «انهيار العولمة وإعادة اختراع العالم» لمؤلفه جون رالستون سول من اللغة الإنجليزية                                                                                   | حُجبت | - عصام الدين علي الجمال، وشريف محمد الوتيدي عن ترجمتهما لكتاب «أسس الجراحة العصبية» لمؤلفه أندروه كاي - ناصر محمد العندس، وعبد الله علي القحطاني، وأحمد عبد العزيز العويس عن ترجمتهم لكتاب «الكيمياء الفيزيائية» تأليف: بي. دبليو أتكنز                                                                      | حُجبت                                                                | - أندريه ميكيل ( فرنسا) - عبد الواحد لؤلؤة ( العراق) | الهيئة المصرية العامة للكتاب                                       |
| الدورة الرابعة (2010)              | - جورج زيناتي عن ترجمته لكتاب "الذاكرة، التاريخ ، النسيان" من اللغة الفرنسية، للمفكر بول ريكور - محمد بدوي عن ترجمته لكتاب "تأويل الثقافات" من اللغة الإنجليزية، لمؤلفه كليفورد غيرتز | - فرانس شوب عن ترجمته لكتاب "ابن رشد: كتاب فصل المقال وتقرير ما بين الشريعة والحكمة من الإتصال" إلى اللغة الألمانية، لمؤلفه ابن رشد - يولانده غواردي، وحسين بن شينة عن ترجمتهما إلى اللغة الإيطالية لكتاب "الأسرار في نتائج الأفكار: آلات مذهلة من ألف عام"، لمؤلفه أحمد المرادي                            | - محمد بن عبد الله الزغيبي عن ترجمته لكتاب "الفيزيولوجيا" من اللغة الإنجليزية، لمؤلفته لندا كوستانزو - عبد الله بن علي الغشام ويوسف أحمد بركات عن ترجمتهما لكتاب "مبادئ تغذية الإنسان" من اللغة الإنجليزية لمؤلفه مارتن ايستوود                                                                              | حُجبت                                                                | - تشونغ جيكون ( الصين) - محمد عناني ( مصر) | المنظمة العربية للترجمة من لبنان                                   |
| الدورة الخامسة (2011م)             | - محيي الدين علي حميدي، عن ترجمته لكتاب "اللسانيات السريرية" من اللغة الإنجليزية، لمؤلفه لويس كمينكز - فاضل جتكر عن ترجمته لكتاب "آلام العقل الغربي" من اللغة الإنجليزية لمؤلفه ريتشارد تارناس | - نعمة الله إبراهيم وعبد الحكيم عارفوف وأكمل جانوف و عبدالحميد زيريوف وجهانكير نعمتوف وعبد الواحد عليوف: عن ترجمتهم لكتاب "السيرة النبوية لابن هشام" إلى اللغة الأوزبكية - نبيل الرضوان عن ترجمته لكتاب "الظل أساطيره وامتداداته المعرفية والإبداعية" إلى اللغة الفرنسية لمؤلفته فاطمة بنت عبد الله الوهيبي | - محمد سلامة الحراحشة ووليد محمد خليفة عن ترجمتهما لكتاب "الحصول على الفلزات من الخامات مقدمة إلى استخلاص الفلزات" من اللغة الإنجليزية لمؤلفه فتحي حبشي - محمد الألفي ورضوان السعيد عبد العال عن ترجمتهما لكتاب "شبكات الحاسب والإنترنت" من اللغة الإنجليزية، لمؤلفيه: جيمس كيروز وكيث روس                   | حُجبت                                                                | - منى بيكر ( مصر) - دولينينا أنا أركاديفينا ( روسيا)مترجمو كتاب (القاموس الموسوعي للتداولية: - عز الدين مجدوب ( تونس) - سندس كرونة ( تونس) - بسمة بلحاج رحومة الشكيلي ( تونس) - شكري السعدي ( تونس) - أحمد الجوة ( تونس) - توفيق بن عز الدين قريرة ( تونس) - منصور بن مبارك الصادق ميغري ( تونس) - سهيل الشملي ( تونس) - محمد الشيباني ( تونس) - المكي العايدي ( تونس) - خالد الوغلاني ( تونس) - محمد بن محمد الخبو ( تونس) - شكري المبخوت ( تونس) | مشروع كلمة للترجمة التابع لهيئة أبوظبي للثقافة والتراث في الإمارات |
| الدورة السادسة (2013م)             | - سلوى سليمان نقلي عن ترجمتها لكتاب «مقدمة في النقد الشعري المعرفي» من اللغة الإنجليزية؛ لمؤلفه بيتر ستوكويل. - رشا سعد زكي عن ترجمتها لكتاب «الاقتصاد التطبيقي» من اللغة الإنجليزية؛ لمؤلفه توماس سويل. | سيسيليا مارتيني عن ترجمتها كتاب «(الفارابي) كتاب الجمع بين رأيي الحكيمين أفلاطون الإلهي وأرسطو طاليس» إلى اللغة الإيطالية | - ريم محمد عابد أبورأس الطويرقي عن ترجمتها كتاب «كيف تعمل الأشياء: فيزياء الحياة اليومية» من اللغة الإنجليزية؛ لمؤلفه لويسبلومفيلد. - عبد الناصر صلاح إبراهيم وعلي عبدالله السلامة عن ترجمتهما كتاب «بكتيريولوجيا البشر (نظرة بيئية)» من اللغة الإنجليزية؛ لمؤلفه مايكل ويلسون                               | حُجبت                                                                | - جواو بابتستا دي ميدييروس فاخنيس ( البرازيل) - لويس ميقيل كانيادا ( إسبانيا) | المركز العربي للتعريب والترجمة والتأليف والنشر                     |
| الدورة السابعة (2013م)             | - مصطفى محمد قاسم عن ترجمته لكتاب (مأساة سياسة القوى العظمى) من اللغة الإنجليزية - بسام بركة عن ترجمته لكتاب (فلسفة اللغة) من الفرنسية - عبدالعزيز عبدالله البريثن عن ترجمته (موسوعة اضطرابات طيف التوحد) من اللغة الإنجليزية                                                                                                  | - صالح ضحوي العنزي عن ترجمته لكتاب (تاريخ المملكة العربية السعودية) لمؤلفه عبد الله العثيمين إلى اللغة الفرنسية - بيتر آدامسون وبيتر بورمان عن ترجمتهما لكتاب (الرسائل الفلسفية للكندي) لمؤلفه أبو يوسف يعقوب بن اسحق الكندي إلى اللغة الإنجليزية                                                           | - مروان جبر الوزرة وحسان سلمان لايقة عن ترجمتهما لكتاب (طب الكوارث: المبادئ الشاملة والممارسات) من اللغة الإنجليزية - سليم مسعودي وعبد السلام اليغفوري وسامية شعلال عن ترجمتهم لكتاب (التحليل الدالي: دراسة نظريات وتطبيقات) من اللغة الفرنسية                                                               | حُجبت                                                                | - تشوي وي ليه ( الصين) - هانا لورا لي يانكا ( سويسرا) | - المركز القومي للترجمة - المجمع التونسي للعلوم والآداب.           |
| الدورة الثامنة ( 2015م)            | - محمد إبراهيم السحيباني وعبد العزيز متعب الرشيد، ولطفي عامر جديديه وعماد الهادي المذيوب ترجمتهم لكتاب «النظام المالي الإسلامي.. المبادئ والممارسات» من اللغة الإنجليزية؛ لمجموعة كبيرة من المؤلفين. - هند بنت سليمان الخليفة عن ترجمتها لكتاب «مقدمة في المعالجة الطبيعية للغة العربية» من اللغة الإنجليزية؛ لمؤلفه نزار حبش. | - روبرتو توتولي عن ترجمته لكتاب «الموطأ» للإمام مالك بن أنس إلى اللغة الإيطالية - محمد أبطوي، وسليم الحسني عن ترجمتهما لكتاب «متن المظفّر الإسفزاري في علمي الأثقال والحيل» إلى اللغة الإنجليزية؛ لمؤلفيه محمد أبطوي وسليم الحسني.                                                                           | - فهد دخيل العصيمي عن ترجمته لكتاب (الطب النفسي الجسدي: مقدمة في الطب النفسي التواصلي) من اللغة الإنجليزية؛ لمؤلفيه جيمس ج. آموس وروبرت ج. روبينسون - السيد أحمد السيد أحمد عن ترجمته لكتاب «التقنية الحيوية الصناعية: نمو مستدام ونجاح اقتصادي» من اللغة الإنجليزية؛ لمؤلفيه فيم سوتارت وإيريك فاندام       |                                                                     | ماثيو غيدير ( فرنسا) صالح علماني ( سوريا) | مدرسة طليطلة للمترجمين (جامعة كاستيا لامنتشا) ( إسبانيا)           |
| الدورة التاسعة (1440هـ/ 2018م)     | - هشام إبراهيم عبدالله سلمان الخليفة عن ترجمته لكتاب "نظرية الصلة أو المناسبة في التواصل والإدراك" - سعد بن ناصر الحسين عن ترجمته لكتاب "طرق البحث الأساسية في الجغرافيا" إلى اللغة الإنجليزية | حُجبت | - هيثم غالب الناهي عن ترجمته لكتاب "فيزياء تكنولوجيا المعلومات" من اللغة الإنجليزية - حسين محمد حسين وناصر محمد عمر عن ترجمتهم لكتاب"النانو: المواد والتقنيات والتصميم: مقدمة للمهندسين والمعماريين" من اللغة الإنجليزية                                                                                     | حُجبت                                                                | - عبد العزيز حمدي عبد العزيز النجار ( مصر) - محمد خير البقاعي ( السعودية) - محمد طلعت أحمد أحمد الشايب ( مصر) | مركز الإمارات للدراسات والبحوث الاستراتيجية                        |
| الدورة العاشرة (1443هـ/ 2021م)     | - عز الدين الخطابي الريفي عن ترجمته لكتاب "ما وراء الطبيعة والثقافة" لمؤلفه فيليب ديسكولا من اللغة الفرنسية - عبد النور خرّاقي عن ترجمته لكتاب "مدخل إلى التنقيب في بيانات العلوم الاجتماعية"؛ لمؤلفيه بأول اتيول وديفد موناقان ودارن كونق من اللغة الإنجليزية                                                                  | حُجبت | - سوسن حسن الصواف، وليلى صالح بابصيل عن ترجمتهما لكتاب "الفيزياء في علم الأحياء والطب" من اللغة الإنجليزية؛ لمؤلفه بأول دافيدوفيتس - يحيى خليف وعبد اللطيف بن عبد الرحمن الشهيل عن ترجمتهما لكتاب "مدخل إلى احتجاز الكربون وتخزينه" من اللغة الإنجليزية؛ لمؤلفيه: بيرند سميت و جيفري رايمر وكورتيس أولدنبيرق | حُجبت                                                                | سمير مينا مسعود جريس ( ألمانيا - مصر) حمزة قبلان المزيني ( السعودية) مرتضى سيد عمروف ( أوزبكستان) | - شركة العبيكان: إدارة النشر والترجمة - العربي للنشر والتوزيع      |
| الدورة الحادية عشرة (1445هـ/2024م) | - فؤاد الدواش، ومصطفى الحديبي وذلك عن ترجمتهما لكتاب: (سيكولوجية الجائحات: الاستعداد للتفشي الكوني المقبل لمرضٍ معدٍ) - بسام بركة، وعلي نجيب إبراهيم، عن ترجمتهما لكتاب (قاموس علم الجمال) | زيدو جبريل محمد، عن ترجمته لكتاب: (مقامات الحريري) من اللغة العربية إلى اللغة الهوساوية. | - نايف بن سلطان الحربي، وجمال محمد علي خالد عن ترجمتهما لكتاب: (علم الأحياء الدقيقة الجنائي) - منصور حسن الشهري عن ترجمته لكتاب: (نمذجة وميكانيكا المواد القائمة على الكربون ذات البنية النانو مترية) | حُجبت                                                                | - محمد الديداوي ( النمسا) - وانغ بي وين ( الصين) - بيرسا جورج كوموتسي ( اليونان) | حُجبت                                                               |

## الموقع الرسمي
- الموقع الرسمي للجائزة